# Eduard Plietzsch
Eduard Plietzsch, né le 9 juillet 1886 et mort le 6 décembre 1961 à Cologne (Allemagne), est un écrivain et historien de l'art allemand.

## Biographie
En 1910, Eduard Plietzsch est élève de Cornelis Hofstede de Groot puis de Wilhelm von Bode, de 1911 à 1915.
Au cours de la Seconde Guerre mondiale, Plietzsch assiste Kajetan Mühlmann, marchand d'art devenu nazi, dans l'inventaire et la sélection d'œuvres d'art spoliées qui furent envoyées au Führermuseum de Linz et pour la collection d'art du Reichsmarschall Hermann Göring. (Dictionary of Art Historians, 2015)
Il a été directeur et copropriétaire de la galerie van Diemen & Co à Berlin qui a notamment organisé en 1922 la Première exposition d'art russe.

## Portrait
Son ami George Grosz a peint son portrait en 1928 (Doktor Eduard Plietzsch). La toile est conservée à Cologne au musée Ludwig.

## Emplois
- 1910 : assistant de Cornelis Hofstede de Groot à La Haye
- 1911-1940 : à Berlin, jusqu'en 1918, assistant de Wilhelm von Bode au Kaiser-Friedrich-Museum (aujourd'hui Bode-Museum), puis travaillant dans le commerce de l'art
- 1940-1945 : au service de Kajetan Mühlmann à La Haye
- 1945- : à Berlin
- 1961 : Cologne